# Benefit Cosmetics (marca)
Benefit Cosmetics LLC é uma empresa fabricante de cosméticos fundada e sediada em São Francisco, Califórnia com distribuição em mais de 30 países. Ele é uma subsidiária da Lvmh.
As irmãs gêmeas e fundadoras Jean e Jane Ford nasceram em Indiana. Dois anos depois de entrarem na Universidade de Indiana, fizeram parte em comerciais para Calgon, marca de produtos de banho, antes de se mudarem para São Francisco.
A decisão de abrirem sua própria empresa foi baseada  em um cara ou coroa, com as opções para uma caçarola de café ou uma boutique de produtos de beleza. Inicialmente fundada como uma boutique de produtos de beleza chamada The Face Place em 1976, em São Francisco, a loja era especializada em produtos de beleza práticos. Seu primeiro produto foi um blush e lip tint chamado de "Rose tint", agora rebatizado de "benetint". O Benetint continua a ser o best-seller da empresa, com mais de 10 milhões de embalagens vendidas. 
Em 1989, o catálogo de produtos foi desenvolvido. O foco se tornou em ser uma loja de departamento de distribuição, e logo depois a "The Face Flace" foi renomeada para Benefit de Cosmetics, em 1990. Em 1991, a Benefit abriu a sua primeira loja de departamento dos EUA, em Nova Iorque. Com significativo sucesso nos Estados Unidos, a loja passou a ser internacional, em 1997, com a sua expansão para a Harrods, em Londres. A empresa conta com mais de 3 mil BrowBars e 85 boutiques em mais de 59 países em 5 continentes. 
A holding LVMH adquiriu a empresa em 14 de setembro de 1999. Em 2001, a Benefit lançou o sua primeira linha de banho, batizada de Bathina. A marca abriu a sua primeira "Brow Bar" (uma boutique especializada em sobrancelhas), em 2003, na Macy's, em São Francisco.
Em 2008, as filhas de Jean, Maggie e Annie, entraram para a empresa, com foco na Home Shopping Network de negócios da empresa, bem como aberturas de lojas em todo o mundo.

## Realizações
Em 21 de abril de 2012, a Benefit Cosmetics ganhou um Recorde Mundial do Guinness com o maior número de sobrancelhas feitas com cera em um período de 8 horas, completando 382 sobrancelhas depiladas.